# Куранкол
Куранкол (кирг. Куранкол) — село в Кара-Сууском районе Ошской области Кыргызстана. Входит в состав Наримановского айылного аймака.

## География
Село расположено в северо-западной части области, на правом берегу реки Корон-Кель, на расстоянии приблизительно 44 километров (по прямой) к юго-востоку от города Кара-Суу, административного центра района. Абсолютная высота — 1718 метров над уровнем моря.

## Население
Согласно оценочным данным Национального статистического комитета Кыргызской Республики, численность населения села на начало 2023 года составляла 331 человек.
| год     | 2009 | 2014 | 2015 | 2020 | 2021 | 2023 |
| ------- | ---- | ---- | ---- | ---- | ---- | ---- |
| человек | 237  | 318  | 324  | 314  | 321  | 331  |